# Luis Lozoya
Luis Alberto Lozoya Mendoza (ur. 10 kwietnia 1993 w Zaragozie) – meksykański piłkarz występujący na pozycji lewego obrońcy.

## Kariera klubowa
Lozoya jest wychowankiem akademii juniorskiej klubu Santos Laguna z miasta Torreón, którego byłym piłkarzem był jego ojciec – również Luis Lozoya. Występy w młodzieżowych drużynach i rezerwach tego zespołu przeplatał z grą dla czwartoligowego, a potem trzecioligowego CF Calor i trzecioligowego Águilas Reales de Zacatecas. Jako zawodnik Santosu Laguna w 2013 roku zdobył mistrzostwo kraju w kategorii do lat dwudziestu. Do pierwszej drużyny został włączony w wieku dwudziestu jeden lat przez portugalskiego szkoleniowca Pedro Caixinhę, pierwszy mecz rozgrywając w niej 5 sierpnia 2014 z Atlético San Luis (0:0) w krajowym pucharze (Copa MX). W Liga MX zadebiutował natomiast cztery dni później, w przegranym 2:3 spotkaniu z Querétaro. W tym samym, jesiennym sezonie Apertura 2014 wywalczył z Santosem Laguna puchar Meksyku, zaś pół roku później, podczas wiosennych rozgrywek Clausura 2015, zdobył tytuł mistrza Meksyku. Przez cały pobyt w tej ekipie był jednak głębokim rezerwowym.
Wiosną 2016 Lozoya został zawodnikiem drugoligowego Celaya FC.
| Sezon     | Klub                        | Kraj   | Rozgrywki        | Mecze | Bramki |
| --------- | --------------------------- | ------ | ---------------- | ----- | ------ |
| 2009/2010 | Calor CF                    | Meksyk | Tercera División | 24    | 1      |
| 2011/2012 | Águilas Reales de Zacatecas | Meksyk | Segunda División | 13    | 0      |
| 2012/2013 | Calor CF                    | Meksyk | Segunda División | 24    | 5      |
| 2014/2015 | Santos Laguna               | Meksyk | Liga MX          | 4     | 0      |
| 2015/2016 | Santos Laguna               | Meksyk | Liga MX          | 0     | 0      |
| 2015/2016 | Irapuato FC                 | Meksyk | Segunda División | 5     | 0      |
| 2016/2017 | Celaya FC                   | Meksyk | Ascenso MX       | 4     | 0      |
| 2017/2018 | Irapuato FC                 | Meksyk | Segunda División | 20    | 1      |
| 2018/2019 | Celaya FC                   | Meksyk | Ascenso MX       | 14    | 0      |
| 2019/2020 | Tiburones Rojos de Veracruz | Meksyk | Liga MX          | 14    | 0      |
| 2019/2020 | Alebrijes de Oaxaca         | Meksyk | Ascenso MX       | 2     | 0      |
| 2021/2022 | Club Tijuana                | Meksyk | Liga MX          | 1     | 0      |